# Шпихер: литературна награда Лойк
„Шпихер: литературна награда Лойк“ (на немски: Spycher: Literaturpreis Leuk) е швейцарска международна награда, учредена през 2001 г. от Фондация Дворец Лойк. Присъжда се ежегодно.
Носителите на отличието получават в продължение на пет години право на пребиваване в средновековното селище Лойк за по два месеца в година. На наградените се предоставят различни жилища – „уединено шале или в реставрирани ренесансови къщи“.
Освен това наградените получават месечна стипендия в размер на 1600 швейцарски франка и възстановяване на пътните разноски.

## Носители на наградата (подбор)
- Дурс Грюнбайн, Томас Хетхе (2001)
- Мартин Мозебах (2003)
- Марсел Байер, Фелицитас Хопе (2004)
- Барбара Хонигман, Адам Загаевски (2005)
- Герхард Фалкнер (2006)
- Лукас Берфус, Барбара Кьолер (2007)
- Улрих Пелцер (2008)
- Сибиле Левичаров (2009)
- Алиса Валзер (2010)
- Юдит Шалански (2012)
- Томас Лер (2018)
- Улрике Дрезнер (2023)
- Ирис Волф (2024)